# ベラム・カヤル
ベラム・カヤル（アラビア語: بيرم كيال, ヘブライ語: בירם כיאל, ラテン文字転写: Beram Kayal）は、イスラエル・ジャディーディ＝マッカル(en)出身の同国代表のサッカー選手。ブネイ・サフニンFC所属。ポジションはミッドフィルダー。
2002年にマッカビ・ハイファFCに入団し、2006年の18歳の時にプロ初出場を飾った。2010年にセルティックFCに移籍するまでに公式戦で124試合8得点を記録。2011年1月には多くのスコットランド・サッカー界の評論家から称賛され月間最優秀選手賞に選出された。カヤルのファーストネームは時たまBiram（ビラム）と翻字される。

## 経歴

### クラブ

#### マッカビ・ハイファ
ミッドフィルダーとしてプレーする前にマッカビ・ハイファFCのユースでFWとしてキャリアを始め、多くの得点を挙げた。16歳にもかかわらず、2004-05シーズンにU-19チームへと引き上げられリーグとカップの2冠達成に貢献し、さらに優秀選手に選出された。17歳の時に2005-06シーズン終盤戦のマッカビ・ペタク・チクヴァFC戦（2-1勝利）でトップチーム初出場を飾りると最終節にも出番が与えられ、最終的にリーグ戦で2試合に出場。クラブとしては3連覇を達成した。2006-07シーズンは公式戦に6試合出場。U-19チームの方では主将に任命され再びリーグとカップの2冠を達成し、リーグ戦のベイタル・エルサレムFC戦でハットトリックを記録している。
2007-08シーズンに公式戦36試合に出場とトップチームに定着することに成功し、同シーズンにはトトカップ、翌シーズンにはリーグ優勝を経験した。
2007年にイタリアで行われたトルネオ・ディ・ヴィアレッジョに参加すると、ACFフィオレンティーナ戦で同試合の最優秀選手に選出されるほどの活躍を見せたことでイタリアのメディアから称賛された。また、コリエーレ・デラ・セラとガゼッタ・デロ・スポルトの両新聞社はイスラエルのチームに所属するアラブ人だと知ると驚き、そのことを詳細に知るために多くの時間を割いた。

#### セルティック

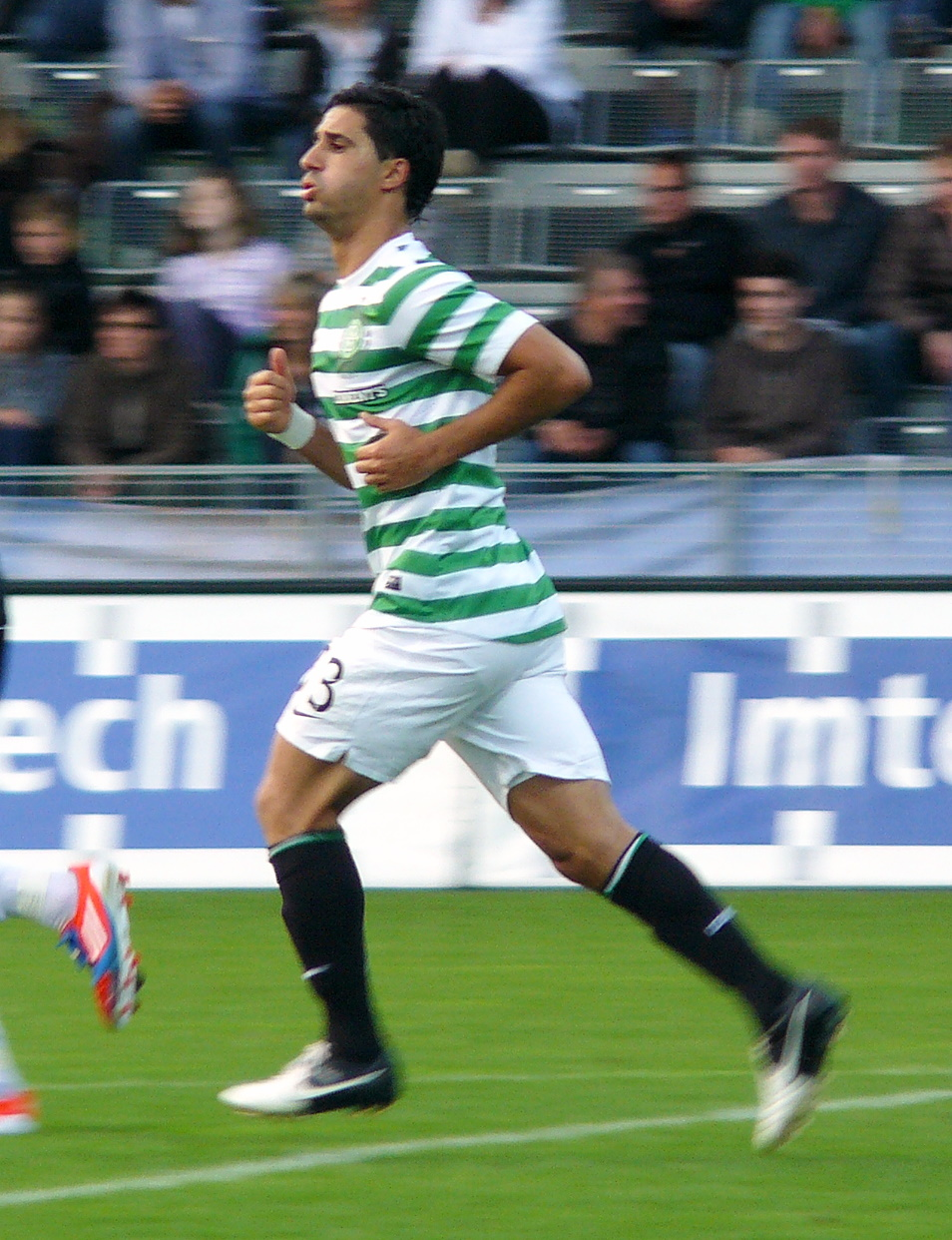
2012年、セルティックでプレーするカヤル

2010年7月29日にセルティックFCと4年契約を締結し、背番号は33が与えられた。8月29日のFCユトレヒト戦で公式戦初出場を飾ると、エフライン・フアレスの先制点をアシストし、さらに同試合の最優秀選手に選出と最高なスタートを切ったものの、9月にヘルニアになったことで手術のため3ヶ月の離脱となった。12月26日のセント・ジョンストンFC戦で後半から復帰、2011年1月2日にグラスゴー・レンジャーズとのオールドファーム（アウェイ2-0勝利）で先発起用された。
2011年1月度の月間最優秀選手賞に選出され、長期の離脱を感じさせぬ活躍でニール・レノン監督から称賛された。カヤルの思考と性格が、スコットランドでの1季目に成功を収めるのに重要な役割を果たした。4月9日のセント・ミレンFC戦（1-0勝利）では主将を務め、12日のセント・ジョンストンで移籍後初得点を記録。5月1日のダンディー・ユナイテッドFC戦でホームでの初得点は長距離からのものだった。4日のインヴァネス・カレドニアン・シッスルFC戦で相手選手のロス・トークリー（en）との衝突で脳震盪の疑いがあったため後半に離脱し、その際に手首を骨折したことにより、2010-11シーズン残りの欠場が決定した。
2011年9月10日のマザーウェルFC戦（ホーム4-0勝利）で2度目の主将を務め、スコット・ブラウンが足首の負傷により離脱している間も主将を務めていた。
2011年12月28日のレンジャーズ戦で相手選手のリー・マッカロークからタックルを受け、試合残り13分にピッチを後にした。同試合はセルティックが1-0で退け、リーグ戦の順位を首位で折り返した。4ヶ月後に負傷から復帰し、同シーズン最終節のハート・オブ・ミドロシアンFC戦（5-0勝利）で試合に復帰した。

### 代表
様々な世代別代表を経て、2008年9月6日のスイス戦でA代表初出場を飾り、2011年3月26日にUEFA EURO 2012予選のラトビア戦で初得点を記録した。
同じ中盤のアルモグ・コーヘン, ビブラス・ナトホと共に、近年低迷するチームの中にあって明るい未来と期待されている。

## プレースタイル
中央のMFとして守備・セントラルと両方の役割をこなすことが出来る。攻撃よりも守備能力の方が有名だが、前線に絡む攻撃的MFとしてもプレーが可能。高いスタミナによるハードワーク、そして粘り強く、激しいタックルをする選手として知られ、また、パス能力や素早い足を持つ。
元セルティックにして元イスラエル代表のエヤル・ベルゴヴィッチは、カヤルはテクニックもあり、スピードがあり激しい展開を好んでいるため、英国のサッカーは最適なものでスコットランドのサッカーにもすぐ適応するだろうと語っている。

## タイトル
クラブ
マッカビ・ハイファFC
- イスラエル・プレミアリーグ : 2005-2006, 2008-09
- トトカップ（英語版） : 2007-08

セルティックFC
- スコティッシュ・プレミアリーグ : 2011-12, 2012-13, 2013-14

個人
- イスラエルU-19リーグ優秀選手賞 : 2004-05
- イスラエルU-19代表最優秀選手賞 : 2006-07
- スコティッシュ・プレミアリーグ月間最優秀選手賞（英語版） : 2011年1月度[1]
- スコットランドPFA年間ベストイレブン（英語版） : 2010-11